# ジュディス・ヒル
ジュディス・ヒル（Judith Hill、1984年5月6日 - ）は、アメリカ合衆国の歌手。カリフォルニア州ロサンゼルス生まれ。

## 経歴
父はアフリカ系アメリカ人ベーシスト、ロバート・ヒル（Robert "Pee Wee" Hill）、母は東京出身の日系移民ピアニスト、ミチコ・ヒル（Michiko Hill）。父と母は1970年代にファンク・バンドでの活動を通じて知り合った。彼女は英語と日本語を話すことができ、どちらの言語でも歌うことができる。敬虔な音楽一家で育つ。
カリフォルニア州南部にあるバイオラ大学で音楽（作曲）の学位を取得した後、2007年、フランスへ渡りフランス人歌手のミッシェル・ポルナレフの公演に参加。その後、アメリカに帰国しシンガーソングライターとしてのキャリアをスタートさせる。2009年、マイケル・ジャクソンのカムバック・ツアー「THIS IS IT」のデュエット・パートナーとして採用され、2009年6月25日のマイケル・ジャクソン逝去まで数ヶ月間練習を積んだ。
マイケル・ジャクソン逝去に伴い上記ツアー中止。残りのツアー・メンバーとともに2009年7月7日にロサンゼルスのダウンタウンにあるステイプルズ・センターで催されたマイケルジャクソン追悼式典に参加。同式典でクライマックスの1つである「ヒール・ザ・ワールド」のリードボーカルの大役を務め世界的な注目を浴びた。全世界でおよそ10億人が彼女の歌声を聞いたとされる。
ツアーでジャクソンとデュエットで歌う予定であった「I Just Can't Stop Loving You」に因み、ジャクソンへのトリビュート曲「I Will Always Be Missing You」を発表。2009年終盤より彼女のウェブサイトで無料ダウンロードが開始され、2010年1月26日、『マイケル・ジャクソン THIS IS IT』のDVD発売と同日にiTunesで配信され、全ての収益金が「Childhelp」に寄付されることとなった。
『アメリカズ・ゴット・タレント』シーズン6優勝者のランダウ・ユージン・マーフィ・ジュニアのデビュー・アルバム『That's Life』でコラボレートした。
2012年、サンダンス映画祭でプレミア上映されたスパイク・リーの映画『Red Hook Summer』に彼女が作曲したオリジナルのバラードが多数使用された。リーは『ローリング・ストーン』誌に「彼女は驚異的才能がある。彼女はどんな大物とも歌うことができる」と語った。

### 『ザ・ヴォイス』
オーディション番組『ザ・ヴォイス』第4シーズンに参加。2013年3月25日に最初のエピソードが放送され、クリスティーナ・アギレラの「What a Girl Wants」を歌い、アダム・レヴィーン、シャキーラ、アッシャー、ブレイク・シェルトンの4人の審査員全員が「I Want You」ボタンを押して椅子が回転した。苦渋の決断により、チーム・アダムを選択。「彼女はグラミー賞を獲得するようなスーパースターになる。そのために彼女は僕のチームを選んだ」とアダムは語った。
バトル・ラウンドでは「It's a Man's Man's Man's World」を歌いカリナ・イグレシアスと対決。この対決は2012年のアマンダ・ブラウン対トレヴィン・ハントの「Vision of Love」と並び『ザ・ヴォイス』史上最高の対決の1つとされる。アダムは彼女を次のノックアウト・ラウンドに進ませた。ノックアウト・ラウンドではオーランド・ディクソンと対決し勝利した。これにより上位16位に残り、生放送に切り替わった。最有力候補とみられていたが、上位8位の演奏後の2013年5月28日に敗退。上位8位での彼女とチームメイトのサラ・サイモンズの敗退は『ザ・ヴォイス』史上最も衝撃的な出来事の1つとされる。

#### 『ザ・ヴォイス』での演奏曲
| ラウンド                   | 曲                                                                  | オリジナル                                      | 出場順番 | 結果                                        |
| -------------------------- | ------------------------------------------------------------------- | ----------------------------------------------- | -------- | ------------------------------------------- |
| ブラインド・オーディション | "What a Girl Wants"                                                 | クリスティーナ・アギレラ                        | 14       | 満場一致 - アダム・レヴィーンのチームに参加 |
| バトル・ラウンド           | "It's a Man's Man's Man's World" (vs. カリナ・イグレシアス)         | ジェイムス・ブラウン                            | N/A      | コーチにより合格                            |
| ノックアウト・ラウンド     | "Always on My Mind" (vs. オーランド・ディクソン)                    | ブレンダ・リー                                  | 5        | コーチにより合格                            |
| ライヴ・プレイオフ         | "Feeling Good"                                                      | ニーナ・シモン                                  | 8        | 合格 (一般投票)                             |
| Top 12                     | 君の友だち "You've Got a Friend"                                    | ジェイムス・テイラー                            | 9        | 合格                                        |
| Top 10                     | ザ・ウェイ・ユー・メイク・ミー・フィール "The Way You Make Me Feel" | マイケル・ジャクソン                            | 2        | 合格                                        |
| Top 8                      | "#thatPOWER"                                                        | ウィル・アイ・アム feat. ジャスティン・ビーバー | 1        | 不合格                                      |

### 『バックコーラスの歌姫たち（原題：20 Feet from Stardom）』
2013年6月14日、アメリカで公開されたドキュメンタリー映画『バックコーラスの歌姫＜ディーバ＞たち（原題：20 Feet from Stardom ）』に彼女および何人かのバックアップ・シンガーが出演。2013年1月のサンダンス映画祭で初公開された。

## ディスコグラフィ

### スタジオ・アルバム
- Back in Time (2015年)
- Golden Child (2018年)
- Studio Live Session (2019年)
- Baby, I'm Hollywood! (2021年)

### シングル
- "I Will Always Be Missing You" (2009年)
- "Desperation" (2013年)
- "Remember When It Rained" (2014年) ※デュエット with ジョシュ・グローバン
- "Party Rockers" (2014年) ※ゴードン・グッドウィンズ・ビッグ・ファット・バンドのアルバム『ライフ・イン・ザ・バブル』収録
- "Cry Cry Cry" (2015年)
- "Abracadabra" (2018年)
- "Upside" (2019年)
- "Here Comes the End" (2020年) ※with ジェラルド・ウェイ

### サウンドトラック
- Red Hook Summer (Songs from the Original Motion Picture Soundtrack) (2012年)